# Villawood, New South Wales
Villawood este o suburbie în Sydney, Australia.